# Hormersdorf (Schnaittach)
Hormersdorf ist ein Gemeindeteil des Marktes Schnaittach und eine Gemarkung im Landkreis Nürnberger Land (Mittelfranken, Bayern). Die Gemarkung Hormersdorf hat eine Fläche von 8,363 km². Sie ist in 1537 Flurstücke aufgeteilt, die eine durchschnittliche Flurstücksfläche von 5441,05 m² haben. In ihr liegen neben dem namensgebenden Ort die Gemeindeteile Bernhof, Buderhof, Götzlesberg und Reingrub.

## Lage
Das Dorf Hormersdorf liegt an der Grenze zum Landkreis Bayreuth an der Staatsstraße 2404 und hat überwiegend ländlichen Charakter. Es liegt im Schnittpunkt verschiedener Wanderwege. Die Staatsstraße 2404 führt zur Anschlussstelle Hormersdorf der Bundesautobahn 9 (0,9 km nördlich) bzw. nach Steinensittenbach (2,1 km südlich). Die Kreisstraße LAU 11 führt nach Menschhof (2,1 km östlich). Gemeindeverbindungsstraßen führen nach Reingrub (2 km westlich) und die A 9 unterquerend nach Bernhof (1,3 km nordwestlich). In westlichen Bereich der Gemarkung wird Kalk- und Dolomitgestein abgebaut.

## Geschichte
Im Jahre 1344 wurde der Ort als „Horsmarstorf“ (Dorf eines Horsmar) bezeichnet und lag im nordöstlichen Grenzbereich des Rothenberger Territoriums. Die ländliche Ansiedlung zählte bereits um 1660 zehn Höfe, die erste Kapelle wurde 1722 errichtet. Durch das zur Gemeinde Hormersdorf gehörende Dorf Bernhof verlief über Jahrhunderte die Grenze zwischen dem Rothenberger Herrschaftsgebiet und dem Reichsstädtisch Nürnbergerischen Pflegamt Hiltpoltstein.
Mit dem Gemeindeedikt (frühes 19. Jahrhundert) wurde der Steuerdistrikt Hormersdorf gebildet. Zu diesem gehörten Bernhof, Buderhof, Diepoltsdorf, Judenhof, Rampertshof, Schindelrangen, Unterachtel und Utzmannsbach. Zugleich entstand die Ruralgemeinde Hormersdorf, zu der Bernhof und Buderhof gehörten. Sie unterstand in Verwaltung und Gerichtsbarkeit dem Landgericht Lauf. Götzlesberg und Reingrub wurden erst 1857 von der Gemeinde Haidling nach Hormersdorf umgemeindet. 1961 hatte die Gemeinde eine Fläche von 837,11 ha und 226 Einwohner, davon 123 im Dorf Hormersdorf. Im Zuge der Gebietsreform in Bayern wurde Hormersdorf am 1. Januar 1972 nach Schnaittach eingemeindet.